# Ambystomatidae
Ambystomatidae eller Muldvarpsalamandre er en familie af for det meste store salamandre med 32 arter samlede i én slægt, Ambystoma. Familien er begrænset til Nordamerika og har repræsentanter fra det sydlige Canada til Mexico City.  

## Livscyklus med metamorfose
Ligesom hos andre padder består den typiske livscyklus hos mange arter af Ambystoma af et akvatisk larvestadium fulgt af metamorfose til et ungdoms- og senere voksenstadium, hvor reproduktion finder sted. Et eksempel på en art, der gennemgår metamorfose, er den store tigersalamander (Ambystoma tigrinum) (op til 16 cm lang).
Efter metamorfose tilbringer denne art og beslægtede arter det meste af året under jorden i gnaverhuller og dukker kun op på regnfulde nætter for at parre sig og finde føde. 

## Obligat og fakultativt pædomorfe arter
Mange arter af salamandre i slægten Ambystoma udmærker sig ved at være pædomorfe (fra græsk: "med børneform"), hvilket vil sige at de ikke gennemgår metamorfose og den voksne har fællestræk med larven (også kaldet neoteni). Pædomorfe arter er i hele deres livsforløb begrænset til vandmiljøer. Et eksempel på en pædomorf art er den berømte axolotl (Ambystoma mexicanum). Axolotl er er såkaldt obligat pædomorf art, dvs. den gennemgår normalt aldrig metamorfose.
Andre arter i slægten Ambystoma er fakultativt pædomorfe, dvs. at de har bibeholdt evnen til at gå igennem metamorfose, og kan udnytte den, hvis det omgivende miljø ændrer sig. Fakultativ pædomorfose er en plastisk karakter, der muliggør liv i skiftende miljøer og med varierende selektionstryk. Et eksempel på en fakultativ pædomorf art er muldvarpsalamander  (Ambystoma talpoideum).